# Herniaria pisidica
Herniaria pisidica är en nejlikväxtart som beskrevs av Richard Kenneth Brummitt. Herniaria pisidica ingår i släktet knytlingar, och familjen nejlikväxter. Inga underarter finns listade i Catalogue of Life.